# Альхаджи Мохаммед Абубакар Белло Масаба
Альхаджи Мохаммед Абубакар Белло Масаба (1924 — 28 января 2017 года) — имам, известный тем, что имел 130 жен и 203 ребёнка. В 2008 году был приговорён к смерти за многожёнство, однако в итоге был освобождён.
Скончался в возрасте 93 лет. 10 браков Альхаджи Мохаммед Абубакар Белло Масаба закончились разводом. Жены утверждали, что мужем довольны и что он о них хорошо заботился.